# Люц Ульбріхт
Люц Ульбріхт (нім. Lutz Ulbricht, 9 листопада 1942 — 23 грудня 2022) — німецький академічний веслувальник.
Олімпійський чемпіон 1968 року в складі вісімки, учасник 1972 року.
Чемпіон світу 1966 року в складі вісімки, бронзовий призер 1970 року в складі розпашної двійки без стернового.
Срібний призер Чемпіонату Європи 1965 року в складі розпашної четвірки без стернового.